# Diane Kruger
Pour les articles homonymes, voir Kruger.
Diane Kruger (prononcé en français [djan kʁyɡɛʁ] et en allemand [diˈaːnə ˈkʁuːɡɐ]), née Diane Heidkrüger le 15 juillet 1976 à Algermissen, en Allemagne de l'Ouest, près de Hildesheim, est une actrice et mannequin allemande.
Polyglotte, elle est connue du public anglo-saxon pour ses participations à de grosses productions hollywoodiennes : Troie, Benjamin Gates et le Trésor des Templiers (2004), Benjamin Gates et le Livre des secrets (2007) et Inglourious Basterds (2009).
En France, parallèlement à ses premiers rôles dans les adaptations Michel Vaillant (2003) et Les Brigades du Tigre (2006), elle collabore à trois reprises avec la scénariste et réalisatrice indépendante Fabienne Berthaud : Frankie (2005), Pieds nus sur les limaces (2010) et Sky (2015). La critique souligne ses rôles dans le polar Pour elle (2008), de Fred Cavayé, puis dans Les Adieux à la reine (2012), de Benoît Jacquot, où elle tient le rôle-titre. Finalement, elle convainc vraiment la critique grâce au thriller In the Fade (2017), de Fatih Akın, qui lui vaut la première récompense personnelle de sa carrière : le Prix d'interprétation féminine au Festival de Cannes 2017.

## Biographie

### Enfance
Diane Kruger, née Diane Heidkrüger le 15 juillet 1976 à Algermissen, près de Hildesheim, en Allemagne, est la fille de Hans-Heinrich Heidkrüger, informaticien, et de son épouse Maria-Theresa, employée de banque. Sa grand-mère maternelle est polonaise.

### Jeunesse et mannequinat
Ses parents divorcent quand elle a 13 ans. Diane Kruger passe son enfance à la campagne en Basse-Saxe, près de Hildesheim. Elle quitte sa famille en 1989 à l'âge de treize ans pour réaliser son rêve et étudier la danse classique à la prestigieuse Royal Ballet School de Londres. Trois ans plus tard, en 1992, une blessure au genou met un terme à ses débuts de petit rat et la contraint à revenir dans son pays natal.
À quinze ans, elle remporte le concours de beauté Look of the year modeling award in Germany et est recrutée par l'agence Elite pour commencer une carrière de mannequin international. Elle a alors seize ans et s'installe à Paris où elle va se familiariser avec la langue française. Bien qu'elle soit considérée comme trop petite pour être mannequin, elle débute tout de même une carrière remarquable dans le milieu de la mode et devient l'un des top-model des années 1990. Elle apparaît dans des publicités pour des marques internationales comme Yves Saint Laurent, Chanel, Salvatore Ferragamo, Jil Sander, Louis Vuitton ou Burberry. Diane Kruger a également défilé pour Marc Jacobs, Dolce & Gabbana et Sonia Rykiel. Son contrat le plus marquant reste celui d'égérie publicitaire du parfum Acqua Di Gio de Giorgio Armani. Elle a fait la couverture des éditions françaises et allemandes de Vogue, Marie Claire, Cosmopolitan, ELLE, Harper's Bazaar Russia, Flare, S Moda, Interview Germany, Vanity Fair, Esquire, Tatler ou Allure. Bien qu'elle ait arrêté le mannequinat pour devenir actrice, elle continue d'apparaître dans des publicités pour certaines marques comme L'Oréal Paris (2011), les parfums Calvin Klein et, plus récemment, les cosmétiques Chanel en 2013.
Elle rencontre Luc Besson qui lui suggère de suivre les cours d'art dramatique du Cours Florent, ce qu'elle fait en 2000. Elle rencontre la réalisatrice Fabienne Berthaud qui lui fait découvrir le monde du cinéma et l'engage pour le rôle principal de son premier long-métrage, Frankie, sorti en 2005, qui reprend quelques traits biographiques de la carrière de mannequin de l'actrice.
Diane Kruger parle couramment l'allemand, l'anglais et le français, c'est pourquoi, dans les versions françaises des films américains, elle assure elle-même son propre doublage.

### Débuts d'actrice et cinéma commercial (2001-2004)
Diane Kruger entame sa carrière d'actrice en 2001 en jouant aux côtés de Dennis Hopper et Christophe Lambert dans le téléfilm indépendant The Piano Player, resté inédit en France. C'est pourtant dans ce pays qu'elle va d'abord se faire connaître comme comédienne.
Elle rencontre l'acteur français Guillaume Canet, avec qui elle se marie en 2001. Celui-ci lui donne le premier rôle de son premier film, la comédie dramatique Mon idole qui la fait connaître en France. La même année, elle tient un petit rôle, celui d'une call-girl, dans Ni pour ni contre (bien au contraire), le septième long-métrage de Cédric Klapisch.
Cette visibilité lui permet de décrocher un premier rôle très exposé : celui de Julie Wood dans la grosse production française Michel Vaillant, de Louis-Pascal Couvelaire, qui sort en 2003. Elle y donne la réplique à Sagamore Stévenin, mais cette adaptation de la bande dessinée de Jean Graton déçoit critiques et public.
Elle est déjà passée aux États-Unis. En effet, l'année 2004 est marquée par la sortie de trois projets hollywoodiens : elle tient d'abord l'un des rôles principaux de la production hollywoodienne Troie. Elle y prête ses traits à la reine de Sparte Hélène de Troie, face à Brad Pitt, Orlando Bloom, Eric Bana et Peter O'Toole. Dans une interview à Variety, elle revient sur ce tournage particulièrement difficile. Puis elle partage l'affiche de la romance Rencontre à Wicker Park, de Paul McGuigan, avec Josh Hartnett. Enfin, elle donne la réplique à Nicolas Cage pour le blockbuster Benjamin Gates et le Trésor des Templiers, destiné à lancer une nouvelle franchise.
Elle revient en France l'année suivante pour défendre deux projets : le drame historique Joyeux Noël, de Christian Carion, pour lequel elle retrouve Guillaume Canet. Ce film est le premier succès critique de l'actrice.Puis elle est la tête d'affiche du film indépendant Frankie de Fabienne Berthaud, une amie avec qui elle collaborera plusieurs fois par la suite.
L'année 2006 marque un tournant sur le plan personnel comme professionnel : elle renoue d'abord avec une grosse production française, Les Brigades du Tigre, adaptation par Jérôme Cornuau de la série du même nom. Malgré la présence d'Édouard Baer et de Clovis Cornillac, le film est un échec critique aussi bien que commercial. Et côté vie privée, elle divorce de Guillaume Canet après cinq ans de mariage.

### Diversification (2006-2009)

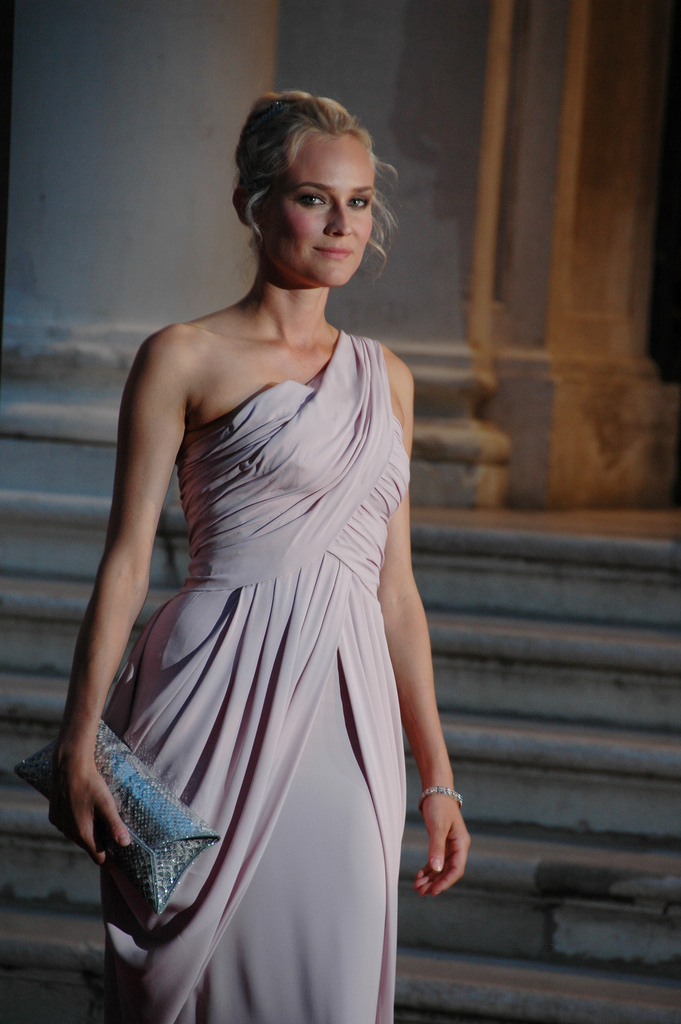
L'actrice à la Mostra de Venise 2008.

Elle poursuit donc sa carrière vers un cinéma européen plus indépendant. En 2006, elle est ainsi à l'affiche de Copying Beethoven d'Agnieszka Holland, où elle interprète Anna Holtz, une jeune assistante du compositeur Ludwig van Beethoven (Ed Harris), dont ce dernier tombe éperdument amoureux.
En 2007, elle connaît une année très éclectique : elle joue d'abord dans le drame historique Goodbye Bafana, de Bille August ; fait partie de la large distribution réunie par le canadien Denys Arcand pour sa satire L'Âge des ténèbres ; s'aventure dans un cinéma d'action à petit budget avec  The Hunting Party, de Richard Shepard ; et reprend le rôle du Dr Abigail Chase pour Benjamin Gates et le Livre des secrets.
Mais c'est en 2008, en France, qu'elle connaît le second succès critique de sa carrière, avec le thriller Pour elle, réalisé par Fred Cavayé, qui l'oppose à Vincent Lindon.
Elle confirme cette reconnaissance critique avec son film suivant, Inglourious Basterds, le sixième long métrage très attendu de Quentin Tarantino, présenté en compétition au Festival de Cannes 2009. Le film lui permet de retrouver son partenaire de Troie, Brad Pitt, et connait un large succès critique  et commercial à travers le monde.

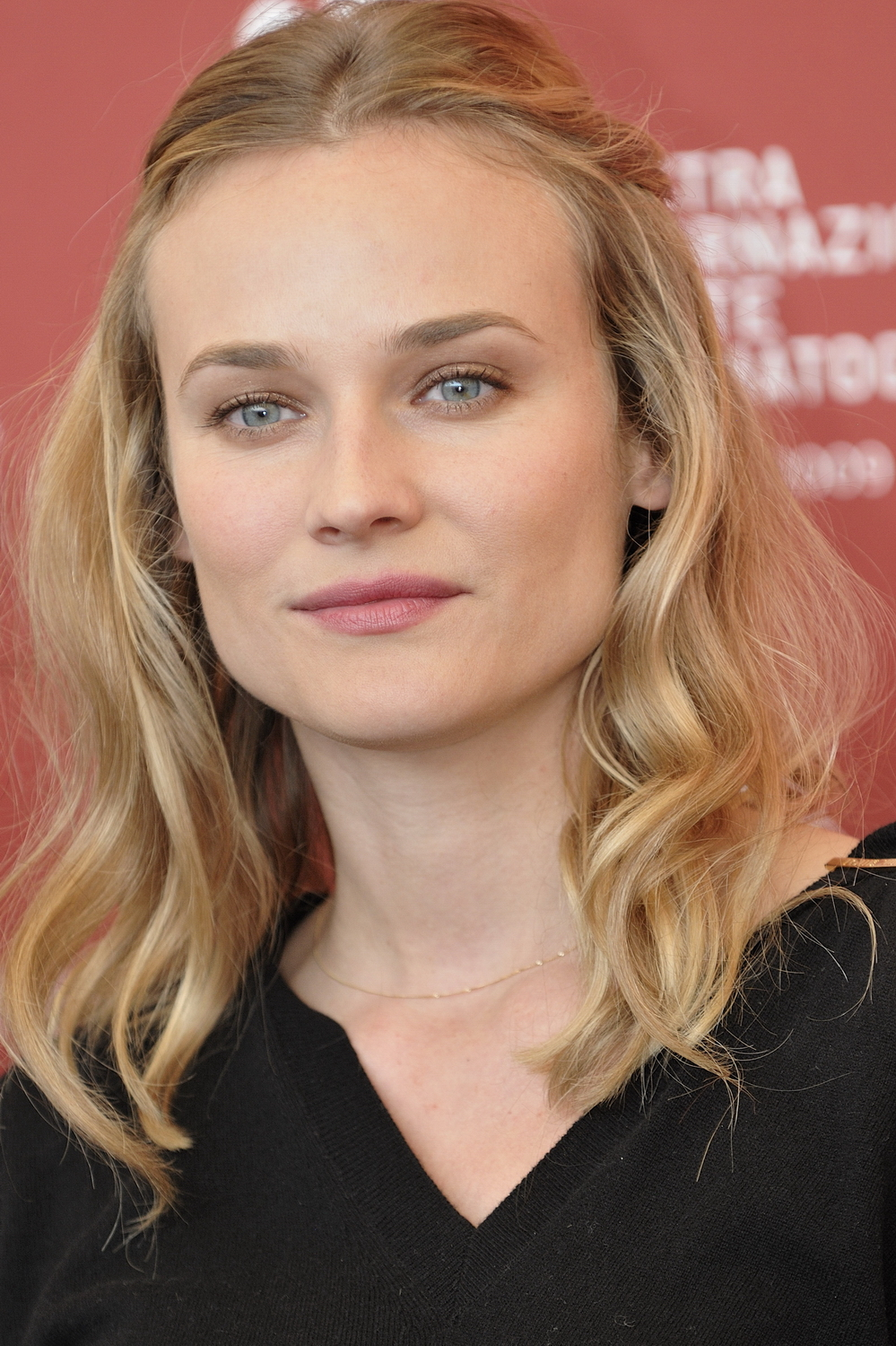
Diane Kruger en 2009.

Son projet suivant, d'envergure internationale, est aussi très bien reçu par la critique : dans le drame de science-fiction Mr Nobody, mis en scène par le Belge Jaco Van Dormael et porté par Jared Leto, elle côtoie également les acteurs Sarah Polley, Linh-Dan Pham et Rhys Ifans.
Cette année est marquée par d'autres projets, plus confidentiels : ses films à Hollywood sont mal reçus par la critique : le thriller américain choral État de choc, de Baltasar Kormákur, puis le thriller Sans identité, de Jaume Collet-Serra, avec Liam Neeson dans le rôle principal. Elle fait également une apparition dans l'épisode 17 de la saison 2 de la série de science-fiction Fringe, dans laquelle son compagnon depuis 2006, Joshua Jackson, joue un des rôles principaux. C'est en France qu'elle est à l'affiche d'un film indépendant mais plus ambitieux, Pieds nus sur les limaces, qui marque sa seconde collaboration avec Fabienne Berthaud.
Et c'est en France qu'elle essaie l'année suivante de s'imposer comme tête d'affiche.

### Premiers rôles (années 2010)

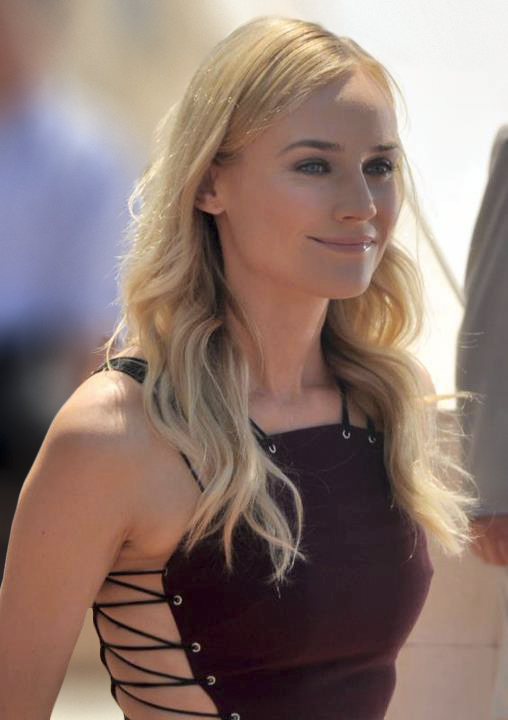
L'actrice, membre du jury du Festival de Cannes 2012, présidé par Nanni Moretti.

Entre 2011 et l'année suivante, elle est la tête d'affiche de trois longs métrages, dans des genres différents : tout d'abord le film de guerre français Forces spéciales, de Stéphane Rybojad ; puis la comédie romantique Un plan parfait avec le populaire Dany Boon, et sous la direction de Pascal Chaumeil. Enfin, elle prête ses traits à Marie-Antoinette pour le drame d'époque Les Adieux à la reine, de Benoît Jacquot. Si les deux premiers films sont très mal reçus par la critique,. Le dernier, en revanche, est acclamé. C'est cependant sa partenaire Léa Seydoux qui décroche une nomination au César de la meilleure actrice.
L'actrice revient donc à Hollywood, où elle privilégie un registre dramatique : elle porte le drame indépendant en noir et blanc The Better Angels, de A.J. Edwards. Ce long-métrage, sorti en 2014, lui permet d'incarner Sarah Bush Lincoln, mais reçoit des critiques négatives. Elle fait aussi partie du casting de la grosse production hollywoodienne Les Âmes vagabondes, adaptation du roman éponyme écrit par Stephenie Meyer. Ce film de science-fiction réalisé par Andrew Niccol et porté par Saoirse Ronan est également éreinté par la critique et le box-office très mauvais, tue dans l'œuf l'espoir d'une franchise. Pour finir, l'actrice accepte de tenir l'un des rôles principaux d'une nouvelle série télévisée dramatique : le thriller The Bridge, qui, malgré des critiques positives, finit par être arrêté, faute d'audience.
En 2015, elle tient l'un des rôles principaux du mélodrame italo-américain Fathers and Daughters, mis en scène par Gabriele Muccino ; puis retrouve  Fabienne Berthaud pour un film indépendant, Sky, tourné aux États-Unis. Cette fois, les critiques saluent cette troisième collaboration. Pour finir, elle partage l'affiche du thriller franco-belge Maryland avec Matthias Schoenaerts. Mais malgré une présentation au Festival de Cannes 2015, le film passe inaperçu et divise la critique.
En 2016, l'actrice tient le premier rôle féminin du thriller américain Infiltrator réalisé par Brad Furman, dans lequel elle donne la réplique au titulaire du rôle-titre, Bryan Cranston.
Le 28 mai 2017, elle est la star du thriller indépendant In the Fade de Fatih Akın une femme voulant se venger des crimes racistes en Allemagne, rappelant les meurtres du NSU. La particularité du rôle est que c'est le premier film germanophone de l'actrice. Donnée rapidement favorite, elle remporte, au Festival de Cannes 2017, le prix d'interprétation féminine,, malgré l'accueil mitigé du film.
En 2018, avec Leslie Mann, Janelle Monáe et Eiza González, elle fait partie des femmes entourant Steve Carell pour la comédie dramatique à gros budget Bienvenue à Marwen réalisée par Robert Zemeckis. Puis elle seconde Kristen Stewart et Laura Dern dans le film indépendant JT LeRoy, de Justin Kelly.
En 2024, elle joue dans le film Les Linceuls (The Shrouds) de David Cronenberg.

## Vie privée
Diane Kruger explique avoir découvert le cinéma et voulu se lancer dans le métier d'actrice en ayant vu le premier volet des aventures de Mary Poppins (1964) :

« Comme une petite fille, j'ai fait de la danse, et ce film m'a montré que l'on pouvait chanter, danser et faire rire les gens, et les faire rêver. Une révélation complète ! »

C'est également une grande fan de la saga Twilight et des livres de Stephanie Meyer. Elle a d'ailleurs joué dans l'une des adaptations cinématographiques tirées de ses romans.
Elle se dit aujourd’hui athée, après avoir reçu une éducation catholique.
En 2001, elle épouse l'acteur et réalisateur français Guillaume Canet. Ils divorcent en 2006. Selon eux, leurs carrières respectives ne laissaient que peu de place à leur vie de couple et ils ont préféré y mettre fin en restant en bons termes.
De 2006 à 2016, elle a vécu avec l'acteur canadien Joshua Jackson.
Depuis 2016, elle est en couple avec l'acteur américain Norman Reedus, rencontré sur le tournage du film Sky,. Ensemble, ils ont eu une fille née le 2 novembre 2018,,. En 2022, l'actrice dévoile le prénom de sa fille : Nova Tennessee (en référence à l'adjectif latin nova, à l'étoile Nova et à l'État du Tennessee).

## Filmographie

### Cinéma

#### Années 2000
- 2001 : Point de lendemain d'Alexandre Barfety (court-métrage)
- 2002 : The Piano Player de Jean-Pierre Roux : Erika
- 2002 : Ni pour ni contre (bien au contraire) de Cédric Klapisch : La call-girl du directeur
- 2002 : Mon idole de Guillaume Canet : Clara
- 2003 : Michel Vaillant de Louis-Pascal Couvelaire : Julie Wood
- 2004 : Troie de Wolfgang Petersen : Hélène de Troie
- 2004 : Rencontre à Wicker Park (Wicker Park) de Paul McGuigan : Lisa
- 2004 : Narco de Gilles Lellouche : La fille du night-club
- 2004 : Benjamin Gates et le Trésor des Templiers (National Treasure) de Jon Turteltaub : Dr Abigail Chase
- 2005 : Joyeux Noël de Christian Carion : Anna Sörensen
- 2005 : Frankie de Fabienne Berthaud : Frankie
- 2006 : Les Brigades du Tigre de Jérôme Cornuau : Constance Radetsky
- 2006 : L'Élève de Beethoven (Copying Beethoven) d'Agnieszka Holland : Anna Holtz
- 2007 : Goodbye Bafana de Bille August : Gloria Gregory
- 2007 : L'Âge des ténèbres de Denys Arcand : Véronica Star
- 2007 : The Hunting Party de Richard Shepard : Mirjana
- 2007 : Benjamin Gates et le Livre des secrets (National Treasure: Book of Secrets) de Jon Turteltaub : Abigail Chase
- 2009 : Lascars, d'Albert Pereira Lazaro et Emmanuel Klotz : Clémence Santiepi (voix)
- 2009 : Pour elle de Fred Cavayé : Lisa
- 2009 : Inglourious Basterds de Quentin Tarantino : Bridget von Hammersmark
- 2009 : L'Affaire Farewell de Christian Carion : Une espionne faisant un jogging

#### Années 2010
- 2010 : Mr Nobody de Jaco Van Dormael : Anna
- 2010 : État de choc de Baltasar Kormákur : Diane Stanton
- 2010 : Pieds nus sur les limaces de Fabienne Berthaud : Clara
- 2011 : Sans identité (Unknown) de Jaume Collet-Serra : Gina
- 2011 : Forces spéciales de Stéphane Rybojad : Elsa
- 2012 : Les Adieux à la reine de Benoît Jacquot : Marie-Antoinette
- 2012 : Un plan parfait de Pascal Chaumeil : Isabelle
- 2013 : Les Âmes vagabondes (The Host) de Andrew Niccol : La Traqueuse/Lacey
- 2013 : Les Garçons et Guillaume, à table ! de Guillaume Gallienne : Ingeborg
- 2014 : Sous l'aile des anges (The Better Angels) de A.J. Edwards : Sarah Bush Lincoln
- 2015 : Père et Fille (Fathers and Daughters) de Gabriele Muccino : Elisabeth
- 2015 : Sky de Fabienne Berthaud : Romy
- 2015 : Maryland d'Alice Winocour : Jessy
- 2016 : Infiltrator (The Infiltrator) de Brad Furman : Kathy Ertz
- 2017 : Tout nous sépare de Thierry Klifa : Julia
- 2017 : In the Fade de Fatih Akın : Katja Sekerci
- 2018 : Bienvenue à Marwen (Welcome to Marwen) de Robert Zemeckis : Deja Thoris
- 2018 : J.T. LeRoy de Justin Kelly : Eva
- 2019 : The Operative de Yuval Adler : Rachel

#### Années 2020
- 2022 : 355 (The 355) de Simon Kinberg : Marie Schmidt
- 2022 : Désir fatal (Out of the Blue) de Neil LaBute : Marilyn
- 2022 : First Love d' A.J. Edwards : Kay Albright
- 2022 : Marlowe de Neil Jordan : Clare Cavendish
- 2023 : Joika de James Napier Robertson : Tatiyana Volkova
- 2023 : Visions de Yann Gozlan : Estelle
- 2024 : A Circus Story & A Love Song de Demián Bichir : Amber
- 2024 : Les Linceuls (The Shrouds) de David Cronenberg : Becca / Terry / Hunny
- 2024 : Longing de Savi Gabizon : Alice
- 2024 : Saint-Ex de Pablo Agüero : Noëlle Guillaumet
- 2025 : Une enfance allemande Île d'Amrum, 1945 (Amrum) de Fatih Akin : Tessa Bendixen

### Télévision
- 2002 : Duelles (série télévisée) : Sabine
- 2010 : Fringe (série télévisée) : Miranda Greene  (saison 2 épisode 17) (non créditée)
- 2013 - 2014 : The Bridge (série télévisée) : Sonya Cross (26 épisodes)
- 2021 : H24 (série télévisée) : personnage principal (épisode 1, "07h - Signes")
- 2022 : Swimming with Sharks : Joyce Holt
- 2025 : Merteuil de Jessica Palud : Mme de Rosemonde

### Clips
- 2016 : Vidéo-clip Some Needs de Rover (réalisation Fabienne Berthaud)[réf. nécessaire]

## Participations évènementielles
- En 2007, elle est la maîtresse de cérémonie du 60e Festival de Cannes.
- En 2008, elle fait partie du jury du 58e festival de Berlin[38] qui se déroule du 7 au 17 février 2008 et dont le jury est présidé par le réalisateur Costa-Gavras.
- En 2012, elle fait partie du jury du 65e festival de Cannes, sous la présidence du réalisateur et acteur italien Nanni Moretti.
- En 2015, elle fait partie du jury du 72e Festival de Venise, sous la présidence du réalisateur mexicain Alfonso Cuarón.
- En 2022, elle fait partie du jury du 19e Festival international du film de Marrakech, sous la présidence du réalisateur et scénariste italien Paolo Sorrentino.
- En 2025, elle préside le jury du 18e Festival du film francophone d'Angoulême.

## Distinctions

### Récompenses

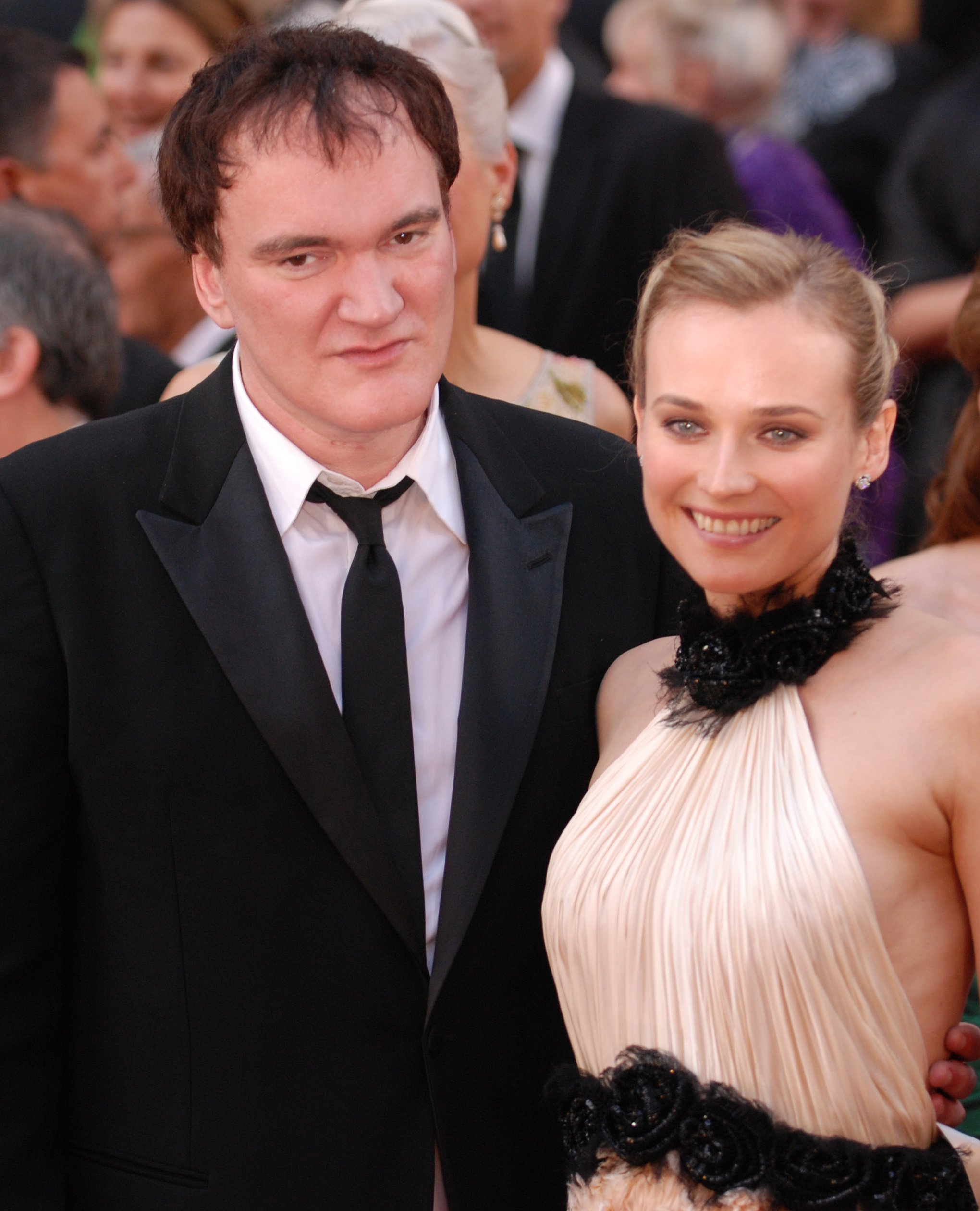
Quentin Tarantino et Diane Kruger À la des Oscars, le 7 mars 2010.

- Festival de Cannes 2003 : Lauréate du Prix Chopard de la révélation féminine.
- 2004 : Bambi Award pour l'ensemble de sa carrière.
- 2009 : Awards Circuit Community Awards de la meilleure distribution pour Inglourious Basterds (2009) partagée avec Brad Pitt, Christoph Waltz, Mélanie Laurent, Eli Roth, B.J. Novak, Mike Myers, Michael Fassbender, Daniel Brühl, Til Schweiger, Gedeon Burkhard et Denis Ménochet.
- 8e cérémonie des Phoenix Film Critics Society Awards 2009 : Meilleure distribution pour Inglourious Basterds (2009) partagée avec Daniel Brühl, August Diehl, Julie Dreyfus, Michael Fassbender, Sylvester Groth, Jacky Ido, Mélanie Laurent, Denis Ménochet, Mike Myers, Brad Pitt, Eli Roth, Til Schweiger, Rod Taylor, Christoph Waltz et Martin Wuttke.
- 14e cérémonie des San Diego Film Critics Society Awards2009 : Meilleure distribution pour Inglourious Basterds (2009) partagée avec Daniel Brühl, August Diehl, Julie Dreyfus, Michael Fassbender, Sylvester Groth, Jacky Ido, Mélanie Laurent, Denis Ménochet, Mike Myers, Brad Pitt, Eli Roth, Til Schweiger, Rod Taylor, Christoph Waltz et Martin Wuttke.
- 8e cérémonie des Central Ohio Film Critics Association Awards 2010 : Meilleure distribution pour Inglourious Basterds (2009) partagée avec Daniel Brühl, August Diehl, Julie Dreyfus, Michael Fassbender, Sylvester Groth, Jacky Ido, Mélanie Laurent, Denis Ménochet, Mike Myers, Brad Pitt, Eli Roth, Til Schweiger, Rod Taylor, Christoph Waltz et Martin Wuttke.
- 2010 : CinEuphoria Awards (es) de la meilleure distribution pour Inglourious Basterds (2009) partagée avec August Diehl, B.J. Novak, Brad Pitt, Christoph Waltz, Daniel Brühl, Denis Ménochet, Eli Roth, Jacky Ido, Martin Wuttke, Mélanie Laurent, Michael Fassbender, Omar Doom, Richard Sammel, Sylvester Groth et Til Schweiger.
- 2010 : Gold Derby Awards de la meilleure distribution pour Inglourious Basterds (2009) partagée avec Daniel Brühl, August Diehl, Julie Dreyfus, Michael Fassbender, Sylvester Groth, Jacky Ido, Mélanie Laurent, Denis Ménochet, Mike Myers, B.J. Novak, Brad Pitt, Eli Roth, [il Schweiger, Rod Taylor, Christoph Waltz et Martin Wuttke.
- 2010 : Goldene Kamera de la meilleure actrice internationale dans un drame d'aventure pour Inglourious Basterds (2009).
- 16e cérémonie des Screen Actors Guild Awards 2010 : Meilleure distribution pour Inglourious Basterds (2009) partagée avec Daniel Brühl, August Diehl, Julie Dreyfus,[Michael Fassbender, Sylvester Groth, Jacky Ido, [élanie Laurent, Denis Ménochet, Mike Myers, Brad Pitt, Eli Roth, Til Schweiger, Rod Taylor, Christoph Waltz et Martin Wuttke.
- 2010 : Festival du film de La Réunion : Meilleure interprétation féminine pour Pieds nus sur les limaces (2010).
- 2013 : Festival du film de Newport Beach de la meilleure actrice pour Un plan parfait (2012).
- Bambi Award 2017 : Lauréat du Prix Spécial pour In the Fade (2017) partagée avec Fatih Akin (Scénariste/Réalisateur).
- Festival de Cannes 2017 : Prix d'interprétation féminine pour In the Fade (2017) partagée avec Fatih Akin (Scénariste/Réalisateur).

### Nominations
- 31e cérémonie des Saturn Awards 2005 : Meilleure actrice dans un second rôle pour Benjamin Gates et le Trésor des Templiers (National Treasure) (2005).
- 10e cérémonie des Teen Choice Awards 2008 : Meilleure actrice dans un second rôle pour Benjamin Gates et le Trésor des Templiers (National Treasure) (2005).
- 36e cérémonie des Saturn Awards 2010 : Saturn Award de la meilleure actrice dans un second rôle pour Inglourious Basterds (2009).
- 2010 : Online Film Critics Society Awards de la meilleure actrice dans un second rôle pour Inglourious Basterds (2009).
- 16e cérémonie des Screen Actors Guild Awards 2010 : Meilleure actrice dans un second rôle pour Inglourious Basterds (2009).

### Décoration
- Officière de l'ordre des Arts et des Lettres (22 septembre 2014)[39].

## Voix francophones

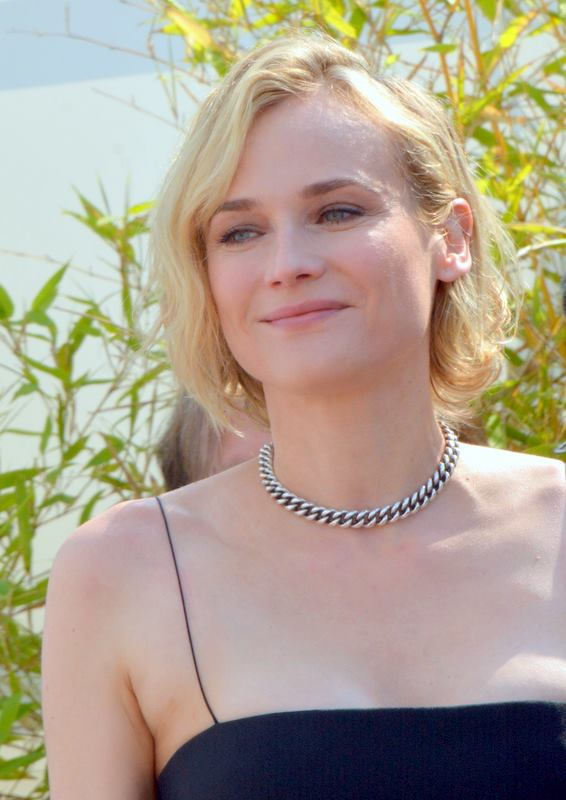
L'actrice à Cannes en 2017

En version française, Diane Kruger se double elle-même dans Troie, Rencontre à Wicker Park, Benjamin Gates et le Trésor des Templiers, Mr Nobody, Inglourious Basterds, Les Âmes vagabondes, In the Fade et 355.
L'actrice ne se doublant pas systématiquement, Laura Blanc devient sa voix régulière au cours des années 2010, après l'avoir doublée dans Benjamin Gates et le Livre des secrets en 2007. Elle lui prête sa voix tour à tour dans The Bridge, Père et Fille, Infiltrator, J.T. LeRoy, Out of the Blue ou encore Marlowe.
À titre exceptionnel, elle est doublée par Violetta Michalzuk dans Sans identité et Barbara Tissier dans État de choc.